# Kazimierz Brauliński

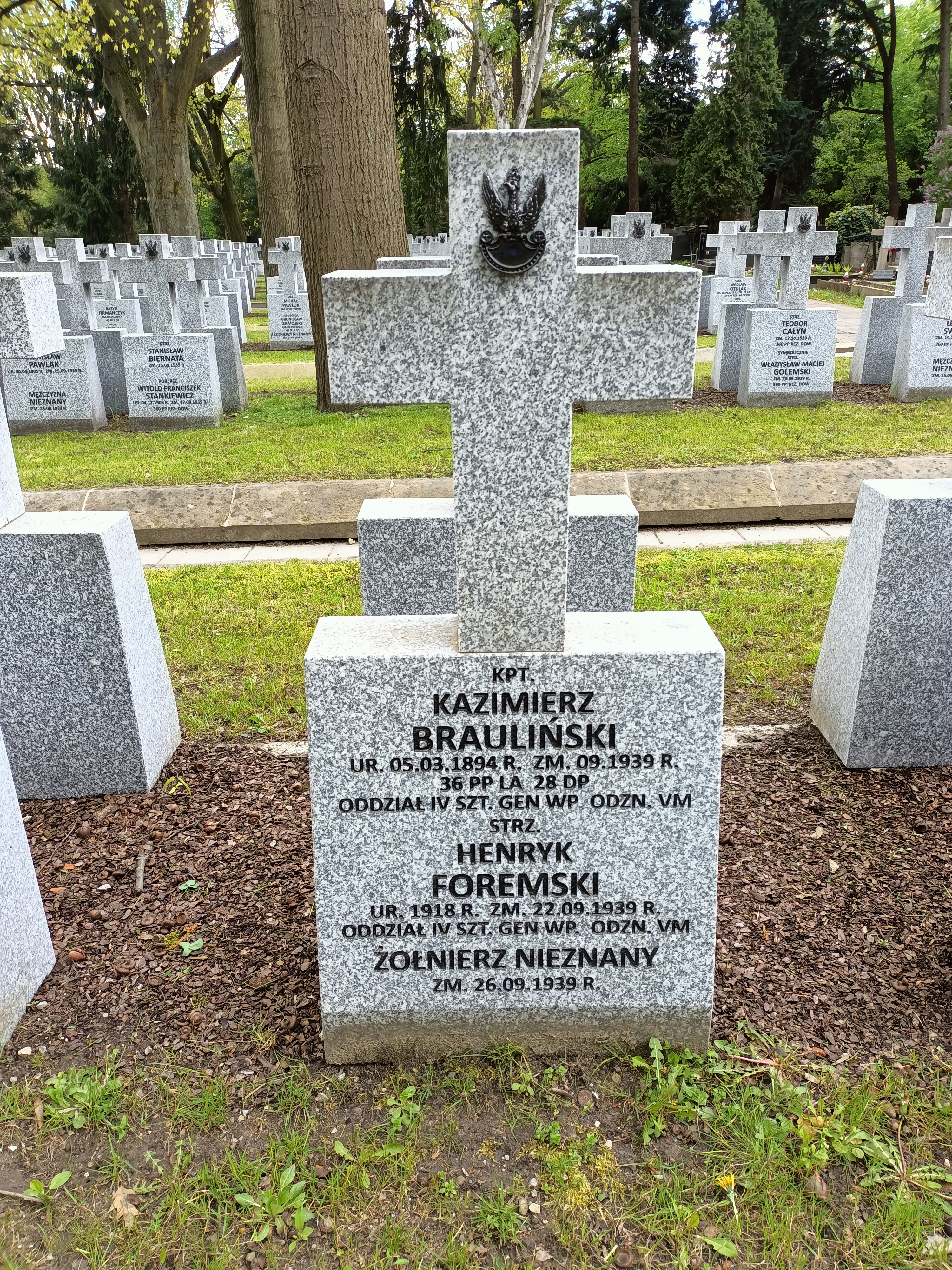
Grób Kazimierza Braulińskiego na cmentarzu wojskowym na Powązkach

Kazimierz Brauliński (ur. 5 marca 1894 w Warszawie, zm. 1 września 1939 tamże) – kapitan dyplomowany piechoty Wojska Polskiego, działacz niepodległościowy, kawaler Orderu Virtuti Militari.

## Życiorys
Urodził się 5 marca 1894 w Warszawie, ówczesnej stolicy Królestwa Polskiego, w rodzinie Ignacego i Sabiny z Zakrzewskich. W rodzinnym mieście ukończył szkołę początkową i średnią. W 1913 jako uczeń piątej klasy gimnazjum został członkiem Organizacji Młodzieży Niepodległościowej „Zarzewie”. W 1914 ukończył szkołę średnią i wstąpił do Polskiej Organizacji Wojskowej. W sierpniu 1915 w szeregach Batalionu Warszawskiego POW wymaszerował ze stolicy do I Brygady Legionów Polskich. Został wcielony do 1. kompanii 5 pułku piechoty. 9 marca 1916 przebywał w Domu Rekonwalescentów w Kamieńsku jako chory. 5 lipca 1916 w bitwie pod Kostiuchnówką został ranny i wzięty do rosyjskiej niewoli.
25 września 1919 jako podoficer byłych Legionów Polskich został mianowany z dniem 1 października 1919 podporucznikiem w piechocie i przydzielony do 5 pułku piechoty Legionów.
Po zakończeniu działań wojennych pozostał w wojsku jako oficer zawodowy i kontynuował służbę w 36 pułku piechoty w Warszawie. 3 maja 1922 został zweryfikowany w stopniu kapitana ze starszeństwem od 1 czerwca 1919 i 1453. lokatą w korpusie oficerów piechoty. Później został przeniesiony do 74 pułku piechoty w Lublińcu. Następnie został przeniesiony służbowo do Oddziału V Sztabu Generalnego. W lipcu 1925 wrócił do 74 pp. Z dniem 1 listopada 1925 został przydzielony do Wyższej Szkoły Wojennej w Warszawie, w charakterze słuchacza Kursu 1925/27. Z dniem 28 października 1927, po ukończeniu kursu i otrzymaniu dyplomu naukowego oficera Sztabu Generalnego, został przeniesiony do Oddziału IV Sztabu Generalnego w Warszawie. W grudniu 1929 został zwolniony z zajmowanego stanowiska i oddany do dyspozycji dowódcy Okręgu Korpusu Nr I, a z dniem 30 listopada 1930 przeniesiony w stan spoczynku. Latem 1933 mieszkał w Warszawie przy ul. Wspólnej 63a m. 5 i utrzymywał się z emerytury. W 1934, jako oficer stanu spoczynku pozostawał w ewidencji Powiatowej Komendy Uzupełnień Warszawa Miasto III. Posiadał przydział do Oficerskiej Kadry Okręgowej Nr I. Był wówczas „przewidziany do użycia w czasie wojny”. W październiku 1935 mieszkał przy ul. Pęcickiej 23 w Warszawie, a w następnym roku w Sosnowcu przy ul. Mierosławskiego 13.
Zmarł 1 września 1939 w Warszawie i został pochowany na Cmentarzu Wojskowym na Powązkach (kwatera B25, rząd 1, miejsce 10).
Był żonaty z Eleonorą, ps. „Lena” (ur. 11 listopada 1897), uczestniczką powstania warszawskiego w szeregach Batalionu Zaremba-Piorun, z którą miał syna Waldemara Zygmunta, ps. „Cholera” (ur. 9 września 1928, zm. 12 października 2016).

## Ordery i odznaczenia
- Krzyż Srebrny Orderu Wojskowego Virtuti Militari nr 1300[1] – 26 marca 1921[25]
- Krzyż Niepodległości – 27 czerwca 1938 „za pracę w dziele odzyskania niepodległości”[26][27]